# 한국폴리텍다솜고등학교
한국폴리텍다솜고등학교는 다문화가정 및 이주배경 외국인(재외동포, 영주권, 난민인정자녀) 자녀에게 기술을 가르치기 위해 한국폴리텍대학이 2012년에 설립한 고등학교 과정의 각종학교이다. 충청북도 제천시 강제동에 있는 폐교된 한국폴리텍4대학 제천캠퍼스 부지에 개교했다. 입학금, 교육비, 기숙사비 모두 무료로 가르치는 학교로서 Computer기계과, Energy설비과, Smart전기과를 운영하고 있다.

## 연혁
- 2012년 3월 1일: 한국폴리텍다솜학교로 개교
- 2015년 1월: 법무부 사회통합프로그램 일반운영기관 지정
- 2016년 4월:   유네스코학교 선정
- 2016년 11월 16일: 한국폴리텍다솜고등학교로 변경